# Lo grande que es perdonar
Lo grande que es perdonar es una canción interpretada por el artista puertorriqueño Vico C, junto al salsero
Gilberto Santa Rosa perteneciente al álbum Desahogo.